# Ларец из Труа
Ларец из Труа — хранящееся в сокровищнице собора Труа произведение византийского искусства в форме продолговатого ящика, выполненного полностью из слоновой кости.
Исходя из высокого уровня мастерства авторов ларца, произведение относят к ряду работ, созданных в императорских мастерских или по заказу представителя высших слоёв византийского общества. На основании стилистических особенностей резьбы американский византинист Генри Магуайр включает ларец в группу изделий из слоновой кости, известную как «группа императора Романа», названную так по пластине с изображением коронации Романа и Евдокии. Также исследователь отмечает сходство с включаемым в ту же группу триптихом Арбавиля. Одна из длинных панелей изображает двух симметрично расположенных конных императоров (согласно А. Грабару — одного, по причинам декоративного порядка удвоенного) по сторонам от укреплённого города. Императоры одеты в длинный дивитисий. В воротах города стоит женская фигура, символизирующая город, что видно по её зубчатой короне. В окнах видны горожане, молящие о милости. Никаких надписей на ларце нет, поэтому идентифицировать ни императора, ни город, не возможно. По мнению А. Грабара, произведение было создано в XI веке, однако использовало образцы иконоборческой эпохи. Возможно также, сцена изображает adventus императора Василия I (867—886) и его сына после похода в 878 году у Золотых ворот Константинополя.
Вторую большую сторону украшает сцена охоты, являющейся одной из аллегорий победоносного императора. Два всадника, представленные как античные воины, преследуют льва: один стреляет в хищника из лука, другой заносит над ним меч. На голове левого персонажа туфа, императорский церемониальный головной убор. Задняя стенка ларца содержит натуралистическое изображение охоты на кабана. Находящиеся на заднем плане дерево отсылает к энкомию Ионна Геометра (X век).
На боковых панелях изображена сказочная птица, идентифицируемая как китайский феникс (фэнхуан). На нижней панели резьбы нет. Нетипичным для византийских изделий из слоновой кости является то, что изделие окрашено в красно-пурпурный цвет.
В Труа ларец, предположительно, оказался через епископа Гарнье де Тренеля после захвата Константинополя крестоносцами в 1204 году.